# Mission jésuite Saint-Paul de Willamette
La Mission jésuite Saint-Paul de Willamette a été fondée dans les années 1840 pour évangéliser les tribus indiennes par l'un des Jésuites aux Etats-Unis, le prêtre belge Pierre-Jean De Smet, accompagné de Joseph Duet, sur le fleuve Columbia, non loin de Fort Colvile (en), dans la vallée de la Willamette aux frontières de l'État de Washington et celui de l'Oregon.

## Histoire

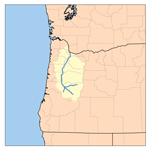
Emplacement de la vallée de la Willamette

Le Territoire de l'Idaho, créé en 1863 comme une subdivision du Territoire de l'Oregon fondé en 1848, ne deviendra un État que le 3 juillet 1890. Avant ces trois dates, il y a une vaste zone quasi déserte couvrant tout le nord-ouest des États-Unis, seulement parcouru par les expéditions de l’American Fur Company et ses trappeurs métis franco-Canadiens, qui n'ont permis qu'un seul établissement blanc permanent, celui installé en 1836 à côté de Lewiston (Idaho) par Henry H. Spalding (1803–1874).
En 1837, le canadien François-Norbert Blanchet fut nommé vicaire général par l'archevêque Joseph Signay pour la mission de l'Oregon, jamais auparavant visitée par un prêtre, et il s'en alla le 3 mai 1838 accompagné par le Révérend Père Modeste Demers et avec l'autorisation de la Compagnie de la Baie d'Hudson. 
Le périple depuis Lachine jusqu'au Fort Vancouver fut effectué par canots, par portage, barge, cheval et bateau léger. Deux autres prêtres canadiens vinrent à leur assistance, les révérends père A. Langlois et Z. Boldue. Ils sont accueillis à Fort Vancouver par Pierre Belleque, Joseph Gervais et Étienne Lucier. François-Norbert Blanchet célèbre ensuite une messe sur le site de Saint-Paul, le 6 janvier 1839 et y reste cinq semaines, aux côtés des indiens. Il crée une scierie et un moulin grâce à l'énergie des chutes d'eau. Ce dernier sera revendu à James McKay en 1848.
Le missionnaire jésuite belge Pierre-Jean De Smet arrive à son tour en 1841 et se pose dans la vallée de Bitterroot, au pays des indiens Salish, appelés aussi « Têtes-Plates ». Il a installé l'année suivante d'autres missions, dont celle de Saint-Paul, située à 40 km plein nord de l'actuelle ville de Spokane, sur le fleuve Columbia. Il était accompagné de quatre autres prêtres jésuites trois frères laïcs et six sœurs de Notre-Dame de Namur. Une église catholique est érigée en 1846, pour la construction de laquelle sont utilisées 160 000 briques.
Les missionnaires de Saint-Paul à Willamette avaient une position stratégique : ils étaient situés sur le chemin menant au Fort Vancouver, qui donnera naissance à la ville du même nom, le chemin permettant d'être approvisionnés par l'océan Pacifique. L'une des conséquences de la fondation de cette mission a été la création en 1842 de l'Université Willamette. La mission a été agrandie en 1847, et elle est devenue le centre de l'activité des Jésuites aux États-Unis pour la partie concernant le bassin supérieur du fleuve Columbia. Le père De Vos a baptisé 491 personnes, célébré 123 mariages et organisé 99 enterrements à la Mission jésuite Saint-Paul de Willamette. Pierre-Jean De Smet part en Europe pour lever des fonds pour les jésuites, revient à Saint-Paul en août 1844 et établit un mile plus loin une mission distincte qu'il appelle Saint Francis Xavier.
Une mission protestante a aussi été créé au même endroit, près des chutes d'eau, et portait le nom de Tshimakain. Elle fut construite par Cushing et Myra Eells, aidés par Elkanah et Mary Walker, près de Springsdale.